# 光祿大夫
光祿大夫，中國、朝鮮半島、越南、琉球古代職官名。為君主近臣，依君主詔命行事。

## 歷史

### 中國
漢代初期分為中大夫、太中大夫、諫大夫。漢武帝時改中大夫為光祿大夫，秩比二千石，為掌議論之官，大夫中以光祿大夫最顯要，西漢後期，九卿等高官多由光祿大夫陞遷上來。晉代始於光祿大夫外加置左光祿大夫及右光祿大夫。
隋煬帝以九大夫和「八尉」十七階構成本階，九大夫即：光祿大夫，從一品；左光祿大夫，正二品；右光祿大夫，從二品；金紫光祿大夫，正三品；銀青光祿大夫，從三品；正議大夫，正四品；通議大夫，從四品；朝請大夫，正五品；朝散大夫。
唐代、宋代以後成階官之名，為從二品官員。元代又升為從一品，明代以特進光祿大夫爲文職散官最高官階。
清代順治年間文職正從一品均稱光祿大夫，在光祿大夫前加「特進」二字，為正一品官，是文臣最高階官。